# Bryan Gruley
Bryan Gruley, né le 9 novembre 1957 à Détroit, dans l'État du Michigan, est un journaliste et un écrivain américain, auteur de roman policier.

## Biographie
Après des études dans des établissements d'enseignement catholiques, il travaille pendant onze ans comme reporter pour le quotidien The Detroit News. Après quelques années comme simple journaliste, il devient en 2001 chef de bureau à Chicago du Wall Street Journal. À ce titre et avec toute la rédaction de ce journal, il est lauréat du prix Pulitzer 2002 pour une série de reportages sur les attentats du 11 septembre 2001. Il travaille ensuite au Bloomberg Businessweek.
En 2009, il publie son premier roman Starvation Lake pour lequel il est lauréat du prix Barry 2010 du meilleur livre de poche original et du prix Anthony 2010 du meilleur livre de poche original.

## Œuvre

### Romans

#### SérieStarvation Lake
- Starvation Lake (2009) Publié en français sous le titre Starvation Lake, Paris, Le Cherche midi, coll. « Ailleurs » (2009)  (ISBN 978-2-7491-1530-6) ; réédition sous le titre Un mort à Starvation Lake, Paris, Éditions Points, coll. « Points thriller » no P2556 (2011)  (ISBN 978-2-7578-1523-6)
- The Hanging Tree (2010)
- The Skeleton Box (2012)

#### SérieKatya Malone
- Bleak Harbor (2018)
- Purgatory Bay (2020)

#### SérieJimmy Baker
- Bitterfrost (2025)

### Autre ouvrage
- Paper Losses: A Modern Epic of Greed and Betrayal at America's Two Largest Newspaper Companies (1993)

## Prix et distinctions

### Prix
- Prix Pulitzer 2002
- Prix Anthony 2010 du meilleur livre de poche original pour Starvation Lake[1]
- Prix Barry 2010 du meilleur livre de poche original pour Starvation Lake[2]

### Nominations
- Prix Anthony 2010 du meilleur premier roman pour Starvation Lake[1]
- Prix Edgar-Allan-Poe 2010 du meilleur premier roman pour Starvation Lake[3]
- Prix Anthony 2011 du meilleur livre de poche original pour The Hanging Tree[1]
- Prix Barry 2011 du meilleur livre de poche original pour The Hanging Tree[2]